# Guy Georges (syndicaliste)
Pour les articles homonymes, voir Guy Georges (homonymie).
Guy Georges, né le 22 octobre 1928 à Biesles (Haute-Marne) et mort le 3 février 2018 à Maisons-Alfort (Val-de-Marne), est un enseignant (instituteur puis professeur de cours complémentaire) et un syndicaliste de Haute-Marne qui a notamment été secrétaire général du Syndicat national des instituteurs (SNI, puis SNI-PEGC), principal syndicat de la Fédération de l'Éducation nationale (FEN), de 1976 à 1983, après en avoir été le secrétaire pédagogique et avoir, à ce titre, joué un rôle majeur dans l'élaboration et la promotion du projet d'École fondamentale porté par le Syndicat.
Militant associatif, il préside également l'association Solidarité laïque, après sa retraite, et le Comité de coordination des œuvres mutualistes et coopératives de l'éducation nationale (CCOMCEN). Il est également membre de la Commission nationale informatique et libertés (CNIL) de 1984 à 1989 et de 1992 à 1994, et conseiller d'État en service extraordinaire de 1988 à 1992. De 1994 à 1996, il est membre de la section sociale du Conseil économique, social et environnemental.

## Le parcours militant

### De l'instituteur de Haute-Marne au concepteur de l'École fondamentale
Issu d'une famille ouvrière, Guy Georges est devenu élève-maître à l'école normale d'instituteurs de Chaumont, dans la première promotion qui rouvrit après 1945 les écoles normales supprimées par le régime de Vichy. Nommé instituteur, sportif et musicien, il fut en 1949, à la demande de James Marangé qui était alors secrétaire départemental du Syndicat national des instituteurs (SNI), détaché à la Fédération des œuvres laïques, mais il avait quitté la FOL en 1952 «pour vivre réellement la fonction d’enseigner à des enfants».
Instituteur puis professeur de cours complémentaire dans la Haute-Marne, militant de la tendance majorité autonome, Guy Georges prend la responsabilité des «jeunes» (jeunes enseignants) au côté d'Edmond Mouillet, devient secrétaire départemental de la FEN en 1959. Il préside et anime le comité de lutte pour la défense des libertés, créé à l’initiative de la section du SNI au moment de la guerre d’Algérie et qui comprend les partis de gauche et les organisations syndicales du département (CGT, CGT-FO, CFTC, FEN) ainsi que des associations dont la Ligue des droits de l’Homme.
En 1964, il devient secrétaire général de la section départementale du Syndicat national des instituteurs (SNI) avant d'entrer au Bureau national en 1969 puis au secrétariat permanent du syndicat, où il est chargé des questions pédagogiques. À cette fonction, Guy Georges joue un rôle de premier plan dans l'élaboration du projet d'École fondamentale adopté par le SNI à son congrès de Nantes en 1971, dans l'équipe nationale du Syndicat national des instituteurs qu'animait alors André Ouliac. En 1976, Guy Georges est élu secrétaire général du Syndicat national des instituteurs (SNI) qui, la même année, devient Syndicat national des instituteurs et PEGC.
La question de la continuité éducative se pose de manière de plus en plus aiguë, avec deux éléments cumulatifs :
- le Plan Langevin-Wallon, s'il est resté une référence dans la Fédération de l'Éducation nationale et à gauche, n'est plus qu'un drapeau[10] ;
- la réforme Berthoin de 1959 a, à la fois, étendu à 16 ans l'âge de la scolarité obligatoire et rendu impossible la césure de la réflexion pédagogique qui existait encore entre les cours complémentaires et les premiers cycles (6e à 3e) des lycées. Cette question avait nourri, au sein de la FEN dès les années cinquante, des oppositions de fond entre le Syndicat national des instituteurs (SNI) et le SNES[11].

La thèse de l' École fondamentale visait à créer un ensemble commun allant de la maternelle à la fin de la classe de troisième sans être d'ailleurs, comme le prétendaient ses contempteurs, un cycle terminal. Elle fut d'ailleurs incluse dans le plus vaste projet d' École de l'Éducation permanente formalisé et adopté par la FEN en 1976.
Si l'élaboration du projet d'École fondamentale est une œuvre collective, le rôle que tint Guy Georges dans sa genèse est essentiel.

### Secrétaire général du SNI-PEGC
Lorsque Guy Georges succède à André Ouliac comme secrétaire général du SNI-PEGC, c'est d'abord le combat contre la loi Haby qui va mobiliser le syndicat. La mise en œuvre du collège unique s'effectue en effet dans les plus mauvaises conditions. S'y ajoute la résurgence du combat laïque avec la loi Guermeur qui aggrave la loi Debré.
En revanche, le syndicat négocie pendant le mandat de Guy Georges un allongement à trois ans après baccalauréat d'une formation des instituteurs intégrant un DEUG mention « enseignement du premier degré », prélude à une revalorisation de la fonction qui achoppera en 1980-1981 avec le gouvernement de Raymond Barre, mais qui finira par déboucher après l'arrivée de la gauche au pouvoir en 1981.
Après le 10 mai 1981, André Henry, secrétaire général de la FEN accepte d'assumer une responsabilité ministérielle dans le gouvernement de Pierre Mauroy comme ministre du temps libre. C'est Guy Georges qui assume quelques semaines son intérim au secrétariat général de la FEN avant l'élection de Jacques Pommatau, issu du secrétariat national du SNI mais rompu aux négociations « fonction publique ».
Sur deux sujets importants pour le SNI, la discussion s'enlise avec le ministère d'Alain Savary : la question du collège et la question laïque. Ces questions ne seront toujours pas réglées en septembre 1983, quand Guy Georges abandonne, pour raison de proximité de sa retraite administrative, le mandat de secrétaire général qu'assume alors Jean-Claude Barbarant.
En revanche, le dossier revalorisation des instituteurs s'est débloqué tandis que les PEGC, progressivement, bénéficient d'un plan de réduction de leur horaire statutaire : de 21 heures à 18 heures hebdomadaires d'enseignement, comme c'est le cas pour les professeurs certifiés.

### Un retraité militant
Après son départ des instances du SNI-PEGC, Guy Georges se met en retrait de l'activité syndicale. Engagé activement au sein de l'association Solidarité laïque, il devient président du CCOMCEN en 1984.
Il exerce aussi plusieurs responsabilités dans des organismes d'Etat, souvent sur désignation des gouvernements socialistes. Il est ainsi membre de la commission nationale informatique et liberté de 1984 à 1989 (puis de 1992 à 1994, Conseiller d'Etat de 1988 à 1992, et membre du Conseil économique et social (1994-96). Il quitte cependant le Parti socialiste en 1990.
En 1992, il exprime son désaccord avec la scission de la FEN.
Il écrit plusieurs ouvrages, notamment sur les questions de laïcité, et anime un blog consacré à la laïcité. Guy Georges est également engagé dans le club Gauche avenir dont il est membre du conseil politique. Il continue à militer de manière très active en faveur de la laïcité.

## Publications de Guy Georges

### Ouvrages
- La Formation des maîtres (présentation par Claude Pujade-Renaud et Daniel Zimmermann), ESF éd., Paris, 1973  (ISBN 2-7101-0055-X)
- Les Chemins de l'école, Plon, Paris, 1991, 185 pages  (ISBN 2-2590-2396-7 et 978-2-2590-2396-2)
- Chronique (aigre-douce) d'un hussard de la République, Romillat, Paris, 2002, 364 pages  (ISBN 2-8789-4082-2 et 978-2-8789-4082-4)
- Laïcité : pierre angulaire de la République… ou faux nez ? (préface de Jacques-Georges Plumet), collection « trait d'union », éd. À l'Orient[15], Paris, 2005 ; 2008  (ISBN 2-9125-9142-2 et 978-2-9125-9142-5)
- La Bataille de la laïcité 1944-2004 (avant propos de Patrick Gonthier, préface de Jacques Girault, professeur émérite à l'université de Paris-XIII), SUDEL, collection « les cahiers du Centre Henri-Aigueperse (UNSA Éducation), Paris, 2008, 350 pages  (ISBN 2-7162-0271-0 et 978-2-7162-0271-8)
- Le Guide pratique de la laïcité : une clarification par le concret (ouvrage collectif, dirigé par Jean Glavany), Fondation Jean-Jaurès, Paris, 2011, collection « Les essais », vol. 12, 170 pages  (ISBN 2-3624-4033-8 et 978-2-3624-4033-5)
- i majuscule comme Instituteur, préface de Hubert Montagner (docteur ès sciences — psychophysiologie —, ancien directeur de recherches à l’INSERM), Bruno Leprince éd., Paris, 2011, 274 pages  (ISBN 978-2-36488-000-9) (BNF 42647124)
- Guy Georges et Alain Azouvi, La Guerre scolaire, Paris, Max Milo, 2015 (ISBN 2315006465)

### Blog
- Renaissance laïcité-République (blog de Guy Georges)

## Autres sources
- Disparition de Guy Georges (1928-2018)